# 帕羅馬6
帕羅馬6是位於銀河的銀暈中，屬於蛇夫座的一個球狀星團。它是在帕羅馬巡天的乾版中被羅伯特·G·哈林頓和弗里茨·茲威基發現的。它是收錄在球狀星團目錄中，已知擁有行星狀星雲的四個球狀星團之一。

## 外部連結
- Simbad reference data
- SEDS: Palomar 6, Capricornus Dwarf[永久]
- WikiSky上关于帕羅馬6的内容：DSS2, SDSS, GALEX, IRAS, 氢α, X射线, 天文照片, 天图, 文章和图片